# Marcin Dorocinski
Marcin Grzegorz Dorocinski es un actor polaco, más conocido por haber interpretado a Despero en la serie Pitbull y a Otter en la película Obława.

## Biografía
Marcin tiene tres hermanos, todos ellos policías.
En 1993 comenzó a asistir al "Aleksander Zelwerowicz State Theatre Academy".
Es buen amigo de la actriz Weronika Rosati.
Está casado con la diseñadora Monika Sudól, la pareja tiene un hijo Stanislaw Dorociński (2006) y una hija Janina Dorocińska (2008). Marcin es padrastro de Jakub, el hijo de Monika de una relación anterior.

## Carrera

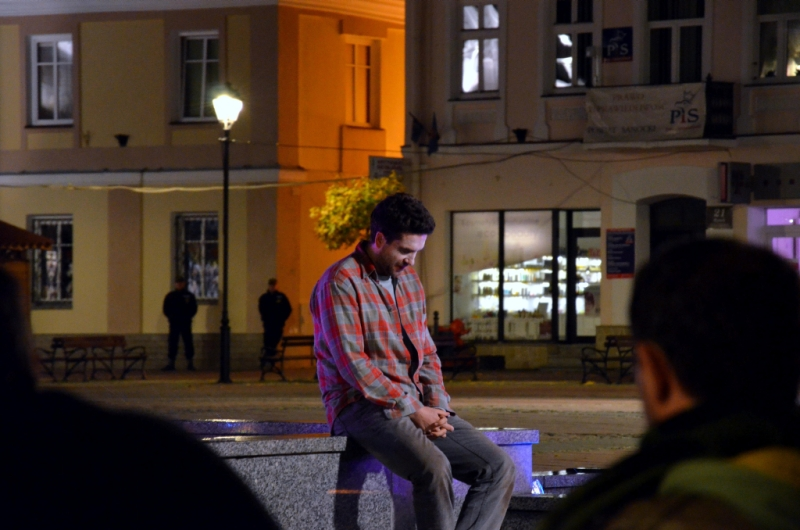
Marcin Dorociński sobre el rodaje en Sanok.

En 2005 se unió al elenco principal de la serie Pitbull, donde interpretó al asistente Sławomir "Despero" Desperski hasta el final de la serie en 2008. En 2008 dio vida a Jacek Mroz en la película Boisko bezdomnych (en inglés: "The Offsiders").
En 2011 se unió al elenco principal de la película Róza, donde dio vida a Tadeusz. En 2012 se unió al elenco principal de la película Obława (en inglés: "Manhunt"), donde interpretó al oficial polaco Wydra Otter. En 2014 se unió al elenco principal de la película Jack Strong, donde dio vida al coronel y espía polaco Ryszard Kuklinski; la película está basada en la historia real de Ryszard Kukliński, un coronel del ejército polaco que espió para la Agencia Central de Inteligencia "CIA" estadounidense durante el apogeo de la Guerra Fría. En 2016 se unió al elenco principal de la miniserie Cape Town, donde interpreta a Christian Coolidge.

## Filmografía

### Películas
| Año  | Título                         | Personaje                    | Notas |
| ---- | ------------------------------ | ---------------------------- | --- |
| 2019 | Hurricane: Squadron 303        | Cobra                        | junto a Iwan Rheon, Milo Gibson, Stefanie Martini, Teresa Mahoney, Nicholas Farrell y Sam Hoare                 |
| 2018 | Boski plan                     | -                            | junto a Kinga Preis, Edyta Olszówka, Roma Gasiorowska y Krzysztof Stelmaszyk                                    |
| 2018 | 7 Uczuc                        | -                            | junto a Katarzyna Figura, Andrzej Chyra, Tomasz Karolak, Tomasz Krzemieniecki y Gabriela Muskala                |
| 2018 | Zabawa, zabawa                 | Esposo de Dorota             | junto a Agata Kulesza, Maria Debska, Dorota Kolak, Jowita Budnik, Marian Dziedziel y Miroslaw Baka              |
| 2017 | Dræberne fra Nibe              | Igor Ladpolny                | junto a Nicolas Bro, Ulrich Thomsen, Joel Spira, Mia Lyhne, Lene Maria Christensen y Søren Malling              |
| 2016 | Anthropoid                     | Ladislav Vanék               | junto a Cillian Murphy, Jamie Dornan, Charlotte Le Bon, Anna Geislerová, Harry Lloyd y Toby Jones               |
| 2016 | The High Frontier (Na Granicy) | Konrad                       | junto a Bartosz Bielenia, Janusz Chabior, Andrzej Chyra y Andrzej Grabowski                                     |
| 2015 | Moje Córki Krowy               | Grzegorz                     | junto a Agata Kulesza, Gabriela Muskala, Marian Dziedziel, Malgorzata Niemirska y Lukasz Simlat                 |
| 2014 | Jack Strong                    | Ryszard Kuklinski            | junto a Patrick Wilson, Maja Ostaszewska, Dimitri Bilov y Dagmara Dominczyk                                     |
| 2013 | Drogówka                       | Krzysztof Lisowski           | junto a Bartłomiej Topa, Arkadiusz Jakubik, Julia Kijowska, Eryk Lubos y Jacek Braciak                          |
| 2012 | Obława                         | Cpl. Wydra Otter             | junto a Weronika Rosati, Maciej Stuhr, Sonia Bohosiewicz, Andrzej Zielinski y Alan Andersz                      |
| 2011 | Róza                           | Tadeusz                      | junto a Agata Kulesza, Malwina Buss, Kinga Preis, Jacek Braciak y Marian Dziedziel                              |
| 2009 | Rewers                         | Bronislaw Falski             | junto a Agata Buzek, Krystyna Janda, Anna Polony, Adam Woronowicz y Bronislaw Wroclawski                        |
| 2008 | Boisko bezdomnych              | Jacek Mróz                   | junto a Eryk Lubos, Dmitriy Persin, Marek Kalita, Bartłomiej Topa y Jacek Poniedzialek                          |
| 2006 | Wszyscy jesteśmy Chrystusami   | Ángel malvado                | junto a Marek Kondrat, Andrzej Chyra, Michał Koterski, Janina Traczykówna, Małgorzata Bogdańska y Tomasz Sapryk |
| 2005 | Pitbull                        | Slawomir "Despero" Desperski | junto a Weronika Rosati, Piotr Borowski, Ryszard Filipski, Janusz Gajos y Andrzej Grabowski                     |

### Series de televisión
| Año         | Serie              | Personaje                    | Notas                   |
| ----------- | ------------------ | ---------------------------- | ----------------------- |
| 2015 - 2016 | Pakt               | Piotr Grodecki               | 12 episodios            |
| 2016        | Cape Town          | Christian Coolidge           | 6 episodios - miniserie |
| 2011 - 2013 | Gleboka woda       | Wiktor Okulicki              | 25 episodios            |
| 2005 - 2008 | Pitbull            | Sławomir "Despero" Desperski | 31 episodios            |
| 2020        | The Queen's gambit | Vasily Borgov                | 7 episodios             |

## Premios y nominaciones
| Año  | Categoría                          | Premio                     | Película/Serie    | Resultado |
| ---- | ---------------------------------- | -------------------------- | ----------------- | --------- |
| 2016 | Best Supporting Actor              | Eagle Award                | Moje Córki Krowy  | Nominado  |
| 2015 | Best Actor                         | Eagle Award                | Jack Strong       | Nominado  |
| 2013 | Best Actor                         | Eagle Award                | Obława            | Nominado  |
| 2012 | Best Actor                         | Eagle Award                | Róza              | Nominado  |
| 2012 | Best Actor                         | Directors' Week Award      | Róza              | Ganador   |
| 2012 | Outstanding Actor in a Mini-Series | Golden Nymph Award         | Gleboka woda      | Nominado  |
| 2011 | Best Actor                         | Golden Lion Award          | Róza              | Ganador   |
| 2010 | Best Actor                         | Eagle Award                | Rewers            | Nominado  |
| 2009 | Best Actor                         | Eagle Award                | Boisko bezdomnych | Nominado  |
| 2009 | Best Supporting Actor              | Polish Film Festival Award | Rewers            | Ganador   |